# 小行星3071

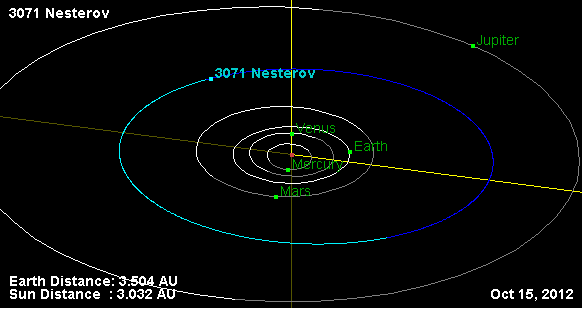
小行星3071的軌道示意圖

小行星3071（3071 Nesterov）是一颗围绕太阳公转的小行星。1973年3月28日，塔瑪拉·斯米爾諾娃在克里米亚发现了此天体。
該小行星以俄羅斯飛行員彼得·涅斯捷羅夫命名。
这颗小行星的绝对星等为49.15472590716344等。